# Renato Gadelha
Renato Benevides Gadelha (Sousa, 16 de agosto de 1950) é um médico e político brasileiro. Foi deputado estadual da Paraíba pelo Partido Social Cristão. 
Renato é filho de José de Paiva Gadelha, irmão de Marcondes Gadelha e Salomão Gadelha; e tio de Leonardo Gadelha.
É casado com Maysa Ayres da Motta Benevides Gadelha. Pai de Marina Motta Benevides Gadelha e Felipe Motta Benevides Gadelha. Formado em Medicina com residência em cirurgia-geral.

## Biografia
- Nasceu em Sousa, município localizado no Sertão Paraibano, onde estudou até o ginásio (atual Ensino Fundamental). Logo após, mudou-se para Recife, onde cursou o científico (atual Ensino Médio) no Colégio Americano Batista (1968).
- Até 1984, exerceu a medicina, trabalhando em diversos hospitais, tais como Hospital Antônio Targino, Hospital Pedro I, Hospital da Fundação Assistencial da Paraíba (FAP), Casa de Saúde Dr. Francisco Brasileiro.
- Foi Secretário Estadual de Infraestrutura, na gestão do Governador de José Maranhão, no ano de 2010. No entanto, iniciou a carreira política, propriamente dita, em 2014, quando foi eleito deputado estadual pelo PSC obtendo 26.594 votos. Candidato a reeleição em 2018, alcançou a quarta suplência com 17.319 votos.